# Asaperda
Asaperda es un género de escarabajos longicornios.

## Especies
- Asaperda agapanthina Bates, 1873
- Asaperda bicostata Hayashi, 1956
- Asaperda chongqingensis Chen & Chiang, 1993
- Asaperda maculosa Pic, 1927
- Asaperda meridiana Matsusushita, 1931
- Asaperda rufa Breuning, 1954
- Asaperda rufipes Bates, 1873
- Asaperda stenostola Kraatz, 1873
- Asaperda sylvicultrix Toyoshima & Iwata, 1990
- Asaperda tenuicornis Komiya, 1984
- Asaperda wadai Makihara, 1980